# Mr. Moonlight (Album)
Mr. Moonlight ist das achte Studioalbum der amerikanisch-britischen Rockband Foreigner. Es wurde am 24. Oktober 1994 von ihrem Musiklabel Arista Records veröffentlicht.

## Hintergrund
Das Album wurde in verschiedenen Studios in den USA aufgenommen. Die Vorproduktion fand im EH Recording Studio von John Jackson statt. Die weiteren Aufnahmen erfolgten in den Criteria Studios (Miami, Florida), den Emerald Studios (Nashville, Tennessee), den Bearsville Studios (Bearsville, New York), den Utopia Studios (Lake Hill, New York), den Soundtrack Studios (New York, New York), den Track Record Studios (North Hollywood, Kalifornien) und dem Studio 4 (Philadelphia, Pennsylvania) statt. Es wurde von Mick Jones und Lou Gramm gemeinsam mit Mike Stone produziert. Gramm war 1992 zur Band zurückgekehrt, nachdem er sie 1990 verlassen hatte. Es ist das letzte Foreigner-Album mit ihm.

## Titelliste
Alle Stücke wurden von Lou Gramm und Mick Jones geschrieben, außer wo anders angegeben.
| Nr. | Titel                 | Autor(en)                    | Länge |
| --- | --------------------- | ---------------------------- | ----- |
| 1.  | White Lie             |                              | 4:16  |
| 2.  | Rain                  | Gramm, Jones, Bruce Turgon   | 4:35  |
| 3.  | Until the End of Time | Gramm, Jones, Turgon         | 4:52  |
| 4.  | All I Need to Know    |                              | 4:45  |
| 5.  | Running the Risk      | Gramm, Jones, Jeff Jacobs    | 5:09  |
| 6.  | Real World            |                              | 6:22  |
| 7.  | Big Dog               | Gramm, Jones, Jacobs, Turgon | 4:47  |
| 8.  | Hole in My Soul       |                              | 5:08  |
| 9.  | I Keep Hoping         | Gramm, Jones, Jacobs         | 5:10  |
| 10. | Under the Gun         |                              | 4:16  |
| 11. | Hand on My Heart      | Gramm, Jones, Turgon         | 4:57  |

## Rezeption

### Rezension
AllMusic bewertete das Album mit zwei von fünf Sternen. Roch Parisien schrieb: „Foreigner extracts the same recipe of old from the cryogenics lab, punctuated by that oh-so-'80s studio keyboard sound.“ Die Stimme von Lou Gramm sei zwar in guter Verfassung, aber das lasse die „ganze Simulationsübung“ nur furchteinflößender erscheinen.

### Charts und Chartplatzierungen
Das Album erreichte Platz 136 der Billboard 200, Platz 59 im Vereinigten Königreich und Platz 21 in Deutschland sowie Platz 17 in der Schweiz.